# Mesannepada
Mesannepadda ou Mesh-Ane-Pada (« héros choisi par An ») est le fondateur de la première dynastie d'Ur au XXVIe siècle av. J.-C., mentionné dans la liste royale sumérienne. Fils de Meskalamdug, il règne entre 2560 et 2525 av. J.-C. selon la datation moyenne. À sa mort, son fils A-annepadda lui succède.
Ur, qui ne compte que 4 000 habitants au début de son règne, deviendra une grande capitale, opulente grâce à l'activité commerciale de son port fluvial entre la Mésopotamie méridionale, les rives du golfe Persique, l’Arabie et peut-être par intermédiaires avec la vallée de l’Indus. Les métaux qui y arrivaient sont vraisemblablement transformés dans des ateliers, sans doute royaux, dont la production était en partie réexpédiée.
Vers 2540 av. J.-C., Mesannepadda, qui domine déjà Nippur, ville sacrée d’Enlil, profite d’une éclipse du pouvoir à Kish (provoquée par une incursion des Élamites d’Awan) pour s’emparer de la ville. Il est maître de toute la basse Mésopotamie puisqu’il porte le titre suprême de roi de Kish et que son nom réapparaît sur une perle à Mari.